# Hijkerveld
Het Hijkerveld is een natuurgebied in de Nederlandse provincie Drenthe. Het terrein ligt ten noorden van het Drentse dorp Hijken in de gemeente Midden-Drenthe. Het is ongeveer 832 ha groot en in bezit van Het Drentse Landschap.
Het terrein grenst aan de voormalige vloeivelden van de aardappelmeelfabriek in Oranje
Er bevindt zich een complex raatakkers.